# Keith Horne
Keith W. Horne (Durban, 9 juni 1971) is een Zuid-Afrikaans golfprofessional die actief is op de Sunshine Tour.

## Loopbaan

### Amateur
Keith Horne groeide op in Durban en had een goede amateurscarrière. In de periode 1993-1995 speelde hij voor Natal. Hij werd onder meer 2de op de Wereldspelen.

### Professional
Horne werkte drie jaar op de Prince’s Grant Golf Estate waar voormalig tourspeler Hugh Baiocchi les gaf. Door hem gestimuleerd besloot hij in 1996 professional te worden. Hij speelde op de Sunshine Tour en vanaf 2004 ook op de Aziatische PGA Tour. Op de Order of Merit van de Sunshine Tour werd hij 6de in seizoen 2003-2004, hoewel zijn hoogste prijzengeld seizoen 2008 was. In 2010 speelde hij een aantal toernooien in Zuid-Afrika die ook meetelden voor de Europese PGA Tour. Zo verdiende hij genoeg om een tourkaart voor 2011 te behalen.

## Persoonlijk leven
Horne trouwde in 2000 met Carmen, ze hebben twee kinderen en wonen in Alberton.

## Erelijst

### Professional
Sunshine Tour
| Nr. | Datum            | Toernooi                      | Score           | Score          | Info                            |
| --- | ---------------- | ----------------------------- | --------------- | -------------- | ------------------------------- |
| 1   | 31 mei 1998      | Vodacom Series: Kwazulu-Natal | 68-68-68=204    | –12            | [ 1 ]                           |
| 2   | 20 oktober 2007  | MTC Namibia PGA Championship  | 67-65-63=195    | –18            | [ 2 ]                           |
| 3   | 17 mei 2008      | Nashua Golf Challenge         | 72-68-70=210    | –6             | Won de play-off van Nic Henning |
| 4   | 8 mei 2010       | Investec Royal Swazi Open     | 10-10-11-16=47  | 10-10-11-16=47 | stablefordtelling               |
| 5   | 26 februari 2012 | Telkom PGA Championship       | 70-63-67-69=269 | –19            | [ 5 ]                           |
| 6   | 1 augustus 2014  | Vodacom Origins - St. Francis | 65-71-71=207    | –9             | [ 6 ]                           |
| 7   | 31 oktober 2014  | Vodacom Origins - Final       | 65-71-67=203    | –13            | [ 7 ]                           |

Overige
- 2003: Wild Coast Sun Touring Pro-Am ( RSA)
- 2003:	Royal Swazi Sun Touring Pro-Am ( RSA)
- 2009:	Klipdrift Gold Sun International Touring Pro-Am ( RSA)